# ميكي مونداي
ميكي مونداي (بالإنجليزية: Mickey Munday)‏ (ولد في 29 يونيو 1945)، وهو مهرب مخدرات سابق الأمريكي وشريك سابق لكارتل ميدلين في كولومبيا خلال مرحلة النمو في تهريب الكوكايين بين عامي 1975-1985. ظهرت مونداي في الفيلم الوثائقي كاوبوي الكوكايين لشركة راكونتور عام 2006.

## روابط خارجية
- ميكي مونداي على موقع IMDb (الإنجليزية)
- ميكي مونداي على موقع قاعدة بيانات الفيلم (الإنجليزية)